# Récepteur farnésoïde X
Pour les articles homonymes, voir FXR.
Le  récepteur farnésoïde X (FXR) est une protéine de la superfamille des récepteurs nucléaires, famille des récepteurs orphelins. Il est codé par le gène FXR situé sur le chromosome 12 humain.

## Mécanisme d'action
Son ligand sont les acides biliaires.
Le Peroxisome proliferator-activated receptor-γ coactivator 1α (PGC-1α) augmente l'expression du gène FXR ainsi que celle des protéines cibles du FXR. Le DRIP205 agit également comme co-activateur.
Le FXR permet la méthylation de l'histone H3 grâce à l'action du CARM1 (coactivator-associated arginine methyltransferase 1) et intervient ainsi sur la transcription de nombreux gènes. Il active également le PRMT1 (Protein arginine N-methyltransferase 1).

## Fonctions
les souris déficientes en ce récepteur ont un taux sanguin élevé en triglycérides, un diabète sucré, une diminution de la sensibilité à l'insuline. Au contraire, l'activation de ce récepteur permet, chez l'animal, d'améliorer le taux de triglycérides et le diabète. 
Le diabète diminue l'expression hépatique du FXR, effet antagonisée sous insuline.
Le jeûne stimule le PGC-1α, et par ce biais, le FXR permettant une diminution du taux des triglycérides. 
Ce récepteur facilite l'élimination des acides biliaires et diminue la synthèse de ces derniers en réprimant leur gène. Il a par ce biais un effet protecteur sur le foie contre la cholestase.

## Cible thérapeutique
L'acide obéticholique active ce récepteur et a des résultats prometteurs dans la stéatose hépatique non alcoolique. 